# 집중 상수 모델

전압원과 저항기로 구성된 집중 모델 표현

집중 상수 모델 또는 집중 요소 모델(lumped-element model, lumped-parameter model 또는 lumped-component model)은 물리 시스템이나 회로의 단순화된 표현으로, 모든 구성 요소가 한 점에 집중되어 있고 이들의 행동을 이상화된 수학적 모델로 설명할 수 있다고 가정한다. 집중 상수 모델은 시스템 또는 회로 행동 설명을 토폴로지로 단순화한다. 이는 전기 회로 시스템(일렉트로닉스 포함), 기계적 다물체 시스템, 열전달, 음향학 등에 유용하다. 이는 행동이 공간적으로 분포되어 있어 개별적인 개체로 국소화될 수 없는 분포 매개변수 시스템 또는 모델과는 대조적이다.
이 단순화는 시스템의 상태 공간을 유한한 차원으로 줄이고, 물리 시스템의 연속적인(무한 차원) 시간 및 공간 모델의 편미분 방정식(PDE)을 유한한 수의 매개변수를 가진 상미분 방정식(ODE)으로 변환한다.

## 전기 회로 시스템

### 집중 물질 규율
집중 물질 규율은 전기공학에서 부과되는 일련의 가설로, 회로 분석에 사용되는 집중 회로 추상화의 기초를 제공한다. 스스로 부과하는 제약 조건은 다음과 같다.
1. 도체 외부의 자기 선속 변화는 시간에 대해 0이다. {\displaystyle {\frac {\partial \Phi _{B}}{\partial t}}=0}
2. 도체 요소 내부의 전하 변화는 시간에 대해 0이다. {\displaystyle {\frac {\partial q}{\partial t}}=0}
3. 관심 있는 신호 시간 스케일은 집중 요소 전체에 걸친 전자기파의 전파 지연보다 훨씬 크다.

처음 두 가설은 맥스웰 방정식에 적용될 때 키르히호프의 전기회로 법칙을 유도하며, 회로가 정상 상태에 있을 때만 적용 가능하다. 세 번째 가설은 회로 분석에 사용되는 집중 상수 모델의 기초이다. 덜 엄격한 가설은 분포 매개변수 모델을 유도하며, 여전히 완전한 맥스웰 방정식의 직접적인 적용을 요구하지 않는다.

### 집중 상수 모델
전자 회로의 집중 상수 모델은 회로의 속성, 저항, 용량, 유도, 이득이 이상적인 구성 요소에 집중되어 있다고 단순화한다. 저항기, 축전기, 유도자 등은 완벽하게 전도되는 전선망으로 연결되어 있다.
집중 상수 모델은 {\displaystyle L_{c}\ll \lambda }일 때 유효하며, 여기서 {\displaystyle L_{c}}는 회로의 특성 길이를 나타내고, {\displaystyle \lambda }는 회로 작동 파장을 나타낸다. 그렇지 않으면 회로 길이가 파장과 같을 때, 맥스웰 방정식에 의해 동적 동작이 설명되는 분포 매개변수 모델 (전송선 포함)과 같은 더 일반적인 모델을 고려해야 한다. 집중 상수 모델의 유효성을 보는 또 다른 방법은 이 모델이 회로를 따라 신호가 전파하는 데 걸리는 유한한 시간을 무시한다는 점에 주목하는 것이다. 이 전파 시간이 응용에 중요하지 않을 때마다 집중 상수 모델을 사용할 수 있다. 이는 전파 시간이 관련된 신호의 주기보다 훨씬 작을 때 해당된다. 그러나 전파 시간이 증가함에 따라 신호의 가정한 위상과 실제 위상 사이에 오류가 증가하고, 이는 신호의 가정한 진폭에도 오류를 초래한다. 집중 상수 모델을 더 이상 사용할 수 없는 정확한 시점은 주어진 응용에서 신호를 얼마나 정확하게 알아야 하는지에 어느 정도 의존한다.
실제 구성 요소는 비이상적인 특성을 나타내며, 이는 실제로는 분산 요소이지만 종종 일차 근사에 의해 집중 요소로 표현된다. 예를 들어, 축전기의 누설을 설명하기 위해, 우리는 누설이 실제로는 유전체 전체에 분포되어 있음에도 불구하고 큰 집중 저항기가 병렬로 연결된 비이상적인 축전기로 모델링할 수 있다. 마찬가지로 권선 저항기는 길이 전체에 분포된 상당한 유도와 저항을 가지고 있지만, 우리는 이를 이상적인 저항기와 직렬로 연결된 집중 유도자로 모델링할 수 있다.

## 열 시스템
집중 용량 모델(lumped-capacitance model), 일명 집중 시스템 분석,은 열 시스템을 여러 개의 개별 "덩어리"로 축소하고, 각 덩어리 내부의 온도 차이가 무시할 수 있다고 가정한다. 이 근사는 그렇지 않으면 복잡한 미분 열 방정식을 단순화하는 데 유용하다. 이것은 전기 용량의 수학적 아날로그로 개발되었지만, 전기 저항의 열 아날로그도 포함한다.
집중 용량 모델은 과도 전도에서 흔한 근사이며, 물체 내부의 열 전도가 물체 경계를 넘는 열 전달보다 훨씬 빠를 때마다 사용될 수 있다. 이 근사 방법은 과도 전도 시스템의 한 측면(물체 내부의 공간적 온도 변화)을 수학적으로 더 다루기 쉬운 형태(즉, 물체 내부 온도가 공간적으로 완전히 균일하다고 가정하지만, 이 공간적으로 균일한 온도 값은 시간에 따라 변한다)로 적절히 축소한다. 물체 또는 시스템 일부 내부의 상승하는 균일 온도는 정적인 열 상태에 도달할 때까지 열을 흡수하는 용량성 저장소처럼 취급될 수 있다(이후에는 온도가 그 안에서 변하지 않는다).
물리적 단순화로 인해 수학적으로 간단한 행동을 보이는 집중 용량 시스템의 초기에 발견된 예는 뉴턴의 냉각 법칙을 따르는 시스템이다. 이 법칙은 뜨거운(또는 차가운) 물체의 온도가 환경의 온도로 간단한 지수 함수적으로 진행된다는 것이다. 물체는 그 안에서의 열 전도율이 그 안팎으로의 열 흐름보다 훨씬 클 때만 이 법칙을 엄격히 따른다. 이런 경우 어떤 특정 시간에 단일 "물체 온도"를 말하는 것이 타당하며(물체 내부에 공간적 온도 변화가 없으므로), 또한 물체 내부의 균일한 온도는 총 열 에너지 초과 또는 부족이 표면 온도에 비례하여 변하게 하여, 뉴턴의 냉각 법칙에서 요구하는 온도 감소율이 물체와 환경 간의 차이에 비례한다는 요구 사항을 설정한다. 이는 다시 간단한 지수적 가열 또는 냉각 행동으로 이어진다(아래 세부 사항).

### 방법
덩어리 수를 결정하기 위해 시스템의 무차원 매개변수인 비오트 수(Bi)가 사용된다. Bi는 물체 내부의 전도 열 저항과 다른 온도 균일 욕조와의 물체 경계를 넘는 대류 열 전달 저항의 비로 정의된다. 물체로 전달되는 열에 대한 열 저항이 물체 내부에 완전히 확산되는 열에 대한 저항보다 클 때, 비오트 수는 1보다 작다. 이 경우, 특히 비오트 수가 훨씬 작을 때, 물체 내부의 공간적으로 균일한 온도 근사를 사용할 수 있으며, 이는 물체로 전달된 열이 그렇게 하는 데 대한 저항이 낮기 때문에 균일하게 분포될 시간이 있다고 가정할 수 있기 때문이다.
고체 물체에 대한 비오트 수가 0.1 미만이면 전체 재료는 거의 같은 온도이며, 지배적인 온도 차이는 표면에 있다. 이것은 "열적으로 얇다"고 간주될 수 있다. 비오트 수는 일반적으로 유용하게 정확한 근사 및 열 전달 분석에 0.1 미만이어야 한다. 집중 시스템 근사에 대한 수학적 해는 뉴턴의 냉각 법칙을 제공한다.
0.1보다 큰 비오트 수("열적으로 두꺼운" 물질)는 이 가정을 할 수 없으며, 재료 본체 내부의 시간 변화 및 비공간적으로 균일한 온도장을 설명하기 위해 "과도 열 전도"에 대한 더 복잡한 열 전달 방정식이 필요함을 나타낸다.
단일 용량 접근 방식은 각 덩어리에 대해 Bi < 0.1인 많은 저항 및 용량 요소에 포함될 수 있다. 비오트 수는 시스템의 특성 길이를 기반으로 계산되므로 시스템은 종종 비오트 수가 허용 가능한 정도로 작도록 충분한 수의 섹션 또는 덩어리로 분해될 수 있다.
열 시스템의 일부 특성 길이는 다음과 같다.
- 판: 두께
- 방열판: 두께/2
- 긴 원통: 직경/4
- 구: 직경/6

임의의 모양의 경우, 특성 길이를 부피 / 표면적으로 고려하는 것이 유용할 수 있다.

#### 순수 저항 열 회로
정상 상태 열 전도 조건이 달성된 후 열 전달 응용에서 사용되는 유용한 개념은 열 회로로 알려진 열 전달의 표현이다. 열 회로는 회로의 각 요소에서 열 흐름에 대한 저항을 마치 전기 저항기인 것처럼 표현한 것이다. 전달된 열은 전류와 유사하고 열 저항은 전기 저항기와 유사하다. 다양한 열 전달 모드에 대한 열 저항 값은 개발된 방정식의 분모로 계산된다. 다양한 열 전달 모드의 열 저항은 결합된 열 전달 모드를 분석하는 데 사용된다. 다음 순수 저항 예제에서 "용량성" 요소가 없다는 것은 회로의 어떤 부분도 에너지를 흡수하거나 온도 분포가 변하지 않는다는 것을 의미한다. 이는 정상 상태 열 전도(또는 복사로서의 전달) 상태가 이미 확립되었다는 것을 요구하는 것과 같다.
이전에 논의된 세 가지 열 전달 모드와 정상 상태 조건에서의 열 저항을 설명하는 방정식은 아래 표에 요약되어 있다.
| 전달 모드 | 열 전달 속도 | 열 저항 |
| --------- | --- | --- |
| 전도      | {\displaystyle {\dot {Q}}={\frac {T_{1}-T_{2}}{\left({\frac {L}{kA}}\right)}}}                                             | {\displaystyle {\frac {L}{kA}}} |
| 대류      | {\displaystyle {\dot {Q}}={\frac {T_{\rm {surf}}-T_{\rm {envr}}}{\left({\frac {1}{h_{\rm {conv}}A_{\rm {surf}}}}\right)}}} | {\displaystyle {\frac {1}{h_{\rm {conv}}A_{\rm {surf}}}}}                                                                                               |
| 복사      | {\displaystyle {\dot {Q}}={\frac {T_{\rm {surf}}-T_{\rm {surr}}}{\left({\frac {1}{h_{r}A_{\rm {surf}}}}\right)}}}          | {\displaystyle {\frac {1}{h_{r}A}}}, where {\displaystyle h_{r}=\epsilon \sigma (T_{\rm {surf}}^{2}+T_{\rm {surr}}^{2})(T_{\rm {surf}}+T_{\rm {surr}})} |

다양한 매체를 통해 열 전달이 있는 경우(예: 복합 재료를 통해), 등가 저항은 복합 재료를 구성하는 구성 요소의 저항의 합이다. 마찬가지로 다양한 열 전달 모드가 있는 경우 총 저항은 다양한 모드의 저항의 합이다. 열 회로 개념을 사용하면 어떤 매체를 통해 전달되는 열량은 온도 변화와 해당 매체의 총 열 저항의 몫이다.
예를 들어, 단면적 {\displaystyle A}의 복합 벽을 고려해 보자. 이 복합 재료는 열 계수 {\displaystyle k_{1}}을 가진 {\displaystyle L_{1}} 길이의 시멘트 플라스터와 열 계수 {\displaystyle k_{2}}를 가진 {\displaystyle L_{2}} 길이의 종이 코팅된 유리 섬유로 구성된다. 벽의 왼쪽 표면은 {\displaystyle T_{i}}에 있고 대류 계수 {\displaystyle h_{i}}를 가진 공기에 노출되어 있다. 벽의 오른쪽 표면은 {\displaystyle T_{o}}에 있고 대류 계수 {\displaystyle h_{o}}를 가진 공기에 노출되어 있다.
열 저항 개념을 사용하면 복합 재료를 통한 열 흐름은 다음과 같다.
{\displaystyle {\dot {Q}}={\frac {T_{i}-T_{o}}{R_{i}+R_{1}+R_{2}+R_{o}}}={\frac {T_{i}-T_{1}}{R_{i}}}={\frac {T_{i}-T_{2}}{R_{i}+R_{1}}}={\frac {T_{i}-T_{3}}{R_{i}+R_{1}+R_{2}}}={\frac {T_{1}-T_{2}}{R_{1}}}={\frac {T_{3}-T_{o}}{R_{0}}}}
여기서 {\displaystyle R_{i}={\frac {1}{h_{i}A}}}, {\displaystyle R_{o}={\frac {1}{h_{o}A}}}, {\displaystyle R_{1}={\frac {L_{1}}{k_{1}A}}}, and {\displaystyle R_{2}={\frac {L_{2}}{k_{2}A}}}

#### 뉴턴의 냉각 법칙
뉴턴의 냉각 법칙은 영국의 물리학자 아이작 뉴턴 경(1642–1727)에게 귀속되는 경험적 관계이다. 이 법칙을 비수학적으로 표현하면 다음과 같다.
물체의 열 손실 속도는 물체와 그 주변 환경의 온도 차이에 비례한다.

또는 기호를 사용하면:
{\displaystyle {\text{냉각 속도}}\sim \Delta T}
주변 환경과 다른 온도의 물체는 결국 주변 환경과 같은 온도가 된다. 비교적 뜨거운 물체는 주변 환경을 데우면서 식는다. 차가운 물체는 주변 환경에 의해 데워진다. 무언가가 얼마나 빨리(또는 느리게) 식는지를 고려할 때, 우리는 냉각 속도, 즉 단위 시간당 온도 변화도를 말한다.
물체의 냉각 속도는 물체가 주변 환경보다 얼마나 뜨거운지에 달려 있다. 뜨거운 사과 파이가 차가운 냉동실에 들어갈 때 분당 온도 변화는 주방 테이블에 놓을 때보다 더 클 것이다. 파이가 냉동실에서 식을 때, 파이와 주변 환경 사이의 온도 차이는 더 크다. 추운 날에는 따뜻한 집이 실내 온도와 실외 온도의 차이가 클 때 외부로 더 큰 속도로 열을 누출할 것이다. 따라서 추운 날에 집 안을 높은 온도로 유지하는 것은 낮은 온도로 유지하는 것보다 더 비용이 많이 든다. 온도 차이가 작게 유지되면 냉각 속도도 동일하게 낮아질 것이다.
뉴턴의 냉각 법칙에 따르면, 물체의 냉각 속도는 전도, 대류, 또는 복사에 의해, 온도 차이 ΔT에 대략 비례한다. 냉동 식품은 차가운 방보다 따뜻한 방에서 더 빨리 따뜻해진다. 추운 날 경험하는 냉각 속도는 바람의 추가적인 대류 효과로 인해 증가할 수 있다는 점에 유의하라. 이것을 풍속 냉각이라고 한다. 예를 들어, -20°C의 풍속 냉각은 바람이 없을 때 온도가 -20°C일 때와 같은 속도로 열이 손실되고 있음을 의미한다.

#### 적용 가능한 상황
이 법칙은 큰 열 용량과 큰 전도도를 가진 물체가 열을 비교적 잘 전달하지 않는 균일한 욕조에 갑자기 잠길 때 많은 상황을 설명한다. 이것은 하나의 저항 및 하나의 용량성 요소를 가진 열 회로의 예이다. 법칙이 옳으려면, 몸 내부의 모든 지점의 온도는 각 시간 지점에서 표면 온도를 포함하여 거의 같아야 한다. 따라서, 몸과 주변 환경 사이의 온도 차이는 몸의 어느 부분이 선택되는지에 의존하지 않는다. 이는 몸의 모든 부분이 효과적으로 같은 온도를 가지기 때문이다. 이러한 상황에서 몸의 재료는 다른 부분을 열 흐름으로부터 "절연"시키는 역할을 하지 않으며, 상황에서 열 흐름 속도를 제어하는 중요한 절연(또는 "열 저항")은 몸과 그 주변 환경 사이의 접촉 영역에 있다. 이 경계를 넘으면 온도는 불연속적인 방식으로 급격하게 변한다.
이러한 상황에서, 경계가 물체 내부와 관련하여 비교적 열을 잘 전달하지 않는 한, 단열 경계를 넘어 외부에서 내부로 대류, 전도, 또는 확산에 의해 열이 전달될 수 있다. 물리적 단열재의 존재는 요구되지 않으며, 경계를 넘어 열을 전달하는 과정이 물체 내부에서(또는 위에서 설명한 관심 영역—"덩어리" 내부에서) 열의 전도 전달과 비교하여 "느린" 한 그렇다.
이러한 상황에서 물체는 "용량성" 회로 요소 역할을 하며, 경계에서의 열 접촉 저항은 (단일) 열 저항기 역할을 한다. 전기 회로에서 이러한 조합은 시간에 따라 간단한 지수 법칙에 따라 입력 전압으로 충전 또는 방전된다. 열 회로에서 이 구성은 온도에서 동일한 행동을 초래한다: 물체 온도가 욕조 온도로 지수 함수적으로 접근한다.

#### 수학적 진술
뉴턴의 법칙은 간단한 1차 미분방정식으로 수학적으로 진술된다.
{\displaystyle {\frac {dQ}{dt}}=-h\cdot A(T(t)-T_{\text{env}})=-h\cdot A\Delta T(t)}
여기서
- Q는 줄 단위의 열 에너지
- h는 표면과 유체 사이의 열 전달 계수
- A는 열이 전달되는 표면적
- T는 물체의 표면 및 내부 온도(이 근사에서는 같으므로)
- Tenv는 환경의 온도
- ΔT(t) = T(t) − Tenv는 환경과 물체 사이의 시간 의존적 열 기울기

열 전달을 이 형태로 만드는 것은 시스템의 열 전도율 비율에 따라 좋은 근사가 아닐 수 있다. 차이가 크지 않으면 시스템에서 열 전달의 정확한 공식화는 비균질하거나 열 전도율이 낮은 매체에서 (과도) 열 전달 방정식에 기반한 열 흐름 분석을 요구할 수 있다.

#### 물체 열 용량으로 표현된 해
전체 물체를 총 열 용량 {\displaystyle C}에 비례하는 총 열 함량을 가진 집중 용량 열 저장소로 취급하고, {\displaystyle T}를 물체의 온도로 취급하면 {\displaystyle Q=CT}가 된다. 시스템이 시간 경과에 따라 물체 온도에서 지수적 감쇠를 겪을 것으로 예상된다.
열 용량 {\displaystyle C}의 정의로부터 {\displaystyle C=dQ/dT} 관계가 나온다. 이 방정식을 시간에 대해 미분하면 다음 항등식이 나온다(물체 내 온도가 주어진 시간에 균일한 한 유효하다): {\displaystyle dQ/dt=C(dT/dt)}. 이 표현식은 위에서 이 섹션을 시작하는 첫 번째 방정식에서 {\displaystyle dQ/dt}를 대체하는 데 사용할 수 있다. 그런 다음, {\displaystyle T(t)}가 시간 {\displaystyle t}에서의 이러한 물체의 온도이고, {\displaystyle T_{\text{env}}}가 물체 주변 환경의 온도라면 다음과 같다.
{\displaystyle {\frac {dT(t)}{dt}}=-r(T(t)-T_{\text{env}})=-r\Delta T(t)}
여기서 {\displaystyle r=hA/C}는 시스템의 양의 상수 특성으로, {\displaystyle s^{-1}} 단위여야 하며, 따라서 때때로 특성 시간 상수 {\displaystyle t_{0}}로 표현되기도 한다. {\displaystyle t_{0}=1/r=-\Delta T(t)/(dT(t)/dt)}. 따라서 열 시스템에서 {\displaystyle t_{0}=C/hA}. (시스템의 총 열 용량 {\displaystyle C}는 질량-비열용량 {\displaystyle c_{p}}에 질량 {\displaystyle m}을 곱한 값으로 더 표현될 수 있으므로 시간 상수 {\displaystyle t_{0}}는 {\displaystyle mc_{p}/hA}로도 주어진다).
이 미분 방정식의 해는 표준 적분 및 경계 조건 대입 방법을 통해 다음과 같다.
{\displaystyle T(t)=T_{\mathrm {env} }+(T(0)-T_{\mathrm {env} })\ e^{-rt}.}
만약:
{\displaystyle \Delta T(t)\quad } 가 {\displaystyle T(t)-T_{\mathrm {env} }\ ,\quad } 로 정의되고 {\displaystyle \Delta T(0)\quad } 는 시간 0에서의 초기 온도 차이
이라면 뉴턴의 해는 다음과 같이 작성된다.
{\displaystyle \Delta T(t)=\Delta T(0)\ e^{-rt}=\Delta T(0)\ e^{-t/t_{0}}.}
이 해는 초기 미분방정식이 해결해야 할 단일 함수인 {\displaystyle \Delta T(t)}로 작성되면 거의 즉시 분명해진다.
{\displaystyle {\frac {dT(t)}{dt}}={\frac {d\Delta T(t)}{dt}}=-{\frac {1}{t_{0}}}\Delta T(t)}

### 응용
이 분석 방식은 인간의 사망 시간을 분석하기 위해 법과학에 적용되었다. 또한, 이는 HVAC (난방, 환기 및 공조, 즉 "건물 기후 제어")에 적용되어 쾌적 수준 설정 변경의 효과를 거의 즉각적으로 보장할 수 있다.

## 기계 시스템
이 영역에서의 단순화 가설은 다음과 같다.
- 모든 물체는 강체이다.
- 강체 사이의 모든 상호작용은 운동학적 쌍(관절), 용수철 및 댐퍼를 통해 일어난다.

## 음향학
이 맥락에서 집중 상수 모델은 근사치를 조건으로 음향 이론의 분산 개념을 확장한다. 음향 집중 상수 모델에서 음향 특성을 가진 특정 물리적 구성 요소는 표준 전자 구성 요소 또는 구성 요소의 간단한 조합과 유사하게 동작하는 것으로 근사될 수 있다.
- 공기(또는 이와 유사한 압축성 유체)를 포함하는 단단한 벽 공동은 공동의 부피에 비례하는 용량을 가진 축전기로 근사될 수 있다. 이 근사의 유효성은 관심 있는 가장 짧은 파장이 공동의 가장 긴 차원보다 상당히(많이) 큰지 여부에 달려 있다.
- 반사 포트는 포트의 유효 길이를 단면적으로 나눈 값에 비례하는 유도를 가진 유도자로 근사될 수 있다. 유효 길이는 실제 길이와 단부 수정을 더한 값이다. 이 근사는 관심 있는 가장 짧은 파장이 포트의 가장 긴 차원보다 상당히 큰지 여부에 달려 있다.
- 특정 유형의 댐핑 재료는 저항기로 근사될 수 있다. 값은 재료의 특성과 치수에 따라 달라진다. 근사는 파장이 충분히 길고 재료 자체의 특성에 달려 있다.
- 스피커 구동 장치(일반적으로 우퍼 또는 서브우퍼 구동 장치)는 제로-임피던스 전압 소스, 저항기, 축전기, 유도자의 직렬 연결로 근사될 수 있다. 값은 장치의 사양과 관심 있는 파장에 따라 달라진다.

## 건물 열 전달
이 영역에서의 단순화 가설은 모든 열 전달 메커니즘이 선형적이며, 이는 각 문제에 대해 복사와 대류가 선형화됨을 의미한다.
건물의 집중 상수 모델을 생성하는 방법을 설명하는 여러 출판물을 찾을 수 있다. 대부분의 경우 건물은 단일 열 구역으로 간주되며, 이 경우 다층 벽을 집중 요소로 바꾸는 것이 모델 생성에서 가장 복잡한 작업 중 하나가 될 수 있다. 지배층 방법은 간단하고 상당히 정확한 방법 중 하나이다. 이 방법에서는 문제의 가장 관련성이 높은 주파수를 고려하여 구성 요소 중 하나를 전체 구성에서 지배층으로 선택한다.
건물의 집중 상수 모델은 다양한 미래 날씨 시나리오에서 많은 시뮬레이션을 실행하여 국내 에너지 시스템의 효율성을 평가하는 데도 사용되었다.

## 유체 시스템
유체 시스템은 압력을 나타내는 전압과 흐름을 나타내는 전류를 사용하여 집중 요소 심혈관 모델을 통해 설명할 수 있다. 이 두 변수를 대체한 후에도 전기 회로 표현식과 동일한 방정식이 유효하다. 이러한 응용은 예를 들어 심실보조장치 이식에 대한 인간 심혈관 시스템의 반응을 연구할 수 있다.

## 같이 보기
- 시스템 동형성
- 모형 차수 축소